# Горбівська сільська рада (Герцаївський район)
Го́рбівська сільська́ ра́да — адміністративно-територіальна одиниця та орган місцевого самоврядування в Герцаївському районі Чернівецької області. Адміністративний центр — село Горбова.

## Загальні відомості
- Населення ради: 3 816 осіб (станом на 2001 рік)

## Населені пункти
Сільській раді були підпорядковані населені пункти:
- с. Горбова
- с. Банчени

## Склад ради
Рада складалася з 20 депутатів та голови.
- Голова ради: Реколца Георгій Миколайович
- Секретар ради: Швабу Наталія Миколаївна

### Керівний склад попередніх скликань
| Прізвище, ім'я, по батькові | Основні відомості                                                         | Дата обрання | Дата звільнення |
| --------------------------- | ------------------------------------------------------------------------- | ------------ | --------------- |
| Реколца Георгій Миколайович | Сільський голова, 1968 року народження, освіта вища, безпартійний         | 26.03.2006   | 31.10.2010      |
| Реколца Георгій Миколайович | Сільський голова, 1968 року народження, освіта вища, член Партії регіонів | 31.10.2010   |                 |

Примітка: таблиця складена за даними сайту Верховної Ради України

### Депутати
За результатами місцевих виборів 2010 року депутатами ради стали:

#### За суб'єктами висування
| Суб'єкт висування                 | Кількість обраних депутатів | %  |
| --------------------------------- | --------------------------- | -- |
| Партія регіонів                   | 12                          | 60 |
| Самовисування                     | 5                           | 25 |
| Політична партія «Сильна Україна» | 2                           | 10 |
| Народна партія                    | 1                           | 5  |

#### За округами
| № округу                          | Прізвище, ім'я, по батькові   | Дата визнання обраним | Освіта  | Партійна приналежність | Відомості про обраного депутата                        |
| --------------------------------- | ----------------------------- | --------------------- | ------- | ---------------------- | ------------------------------------------------------ |
| Народна Партія                    |                               |                       |         |                        |                                                        |
| 7                                 | Ісак Михайло Іванович         | 05.11.2010            | середня | позапартійний          | приватний підприємець                                  |
| Партія регіонів                   |                               |                       |         |                        |                                                        |
| 1                                 | Лішман Федір Федорович        | 05.11.2010            | середня | позапартійний          | БНТД с. Горбова, директор                              |
| 4                                 | Ворняну Олена Іллівна         | 05.11.2010            | вища    | позапартійна           | загальноосвітня школа с. Горбова, вчитель              |
| 5                                 | Швабу Наталія Миколаївна      | 05.11.2010            | вища    | позапартійна           | Горбівська сільська рада, секретар                     |
| 6                                 | Лупан Роман Харлампович       | 05.11.2010            | вища    | позапартійний          | Герцаївський РВ УМВС, начальник дільничних інспекторів |
| 8                                 | Ільєш Марія Даріївна          | 05.11.2010            | середня | позапартійна           | тимчасово не працює                                    |
| 11                                | Жекіл Марія Іллівна           | 05.11.2010            | середня | позапартійна           | пенсіонер                                              |
| 12                                | Вержак Олексій Васильович     | 05.11.2010            | вища    | позапартійний          | Горбова загальноосвітня школа, директор                |
| 16                                | Мурару Василь Петрович        | 05.11.2010            | середня | позапартійний          | Львівська залізниця, провідник                         |
| 17                                | Швабу Іван Костянтинович      | 05.11.2010            | середня | позапартійний          | тимчасово не працює                                    |
| 18                                | Кіріяк Лучіка Харлампіівна    | 05.11.2010            | середня | позапартійна           | Герцаївська РІС, інспектор                             |
| 19                                | Барбуца Христина Василівна    | 05.11.2010            | вища    | позапартійна           | Горбова загальноосвітня школа, вчитель                 |
| 20                                | Оларіца Іван Георгійович      | 05.11.2010            | середня | позапартійний          | Банченівський будинок культури, завідувач клубу        |
| Політична партія «Сильна Україна» |                               |                       |         |                        |                                                        |
| 2                                 | Алекса Федір Марчелович       | 05.11.2010            | середня | позапартійний          | тимчасово не працює                                    |
| 15                                | Каланча Валентин Михайлович   | 05.11.2010            | середня | позапартійний          | тимчасово не працює                                    |
| Самовисування                     |                               |                       |         |                        |                                                        |
| 3                                 | Мігай Марина Георгіївна       | 05.11.2010            | вища    | позапартійна           | Герцаївський статистичний відділ, спеціаліст           |
| 9                                 | Агрігороає Микола Георгійович | 05.11.2010            | середня | позапартійний          | приватний підприємець                                  |
| 10                                | Спатару Віоріка Деонізівна    | 05.11.2010            | вища    | позапартійна           | Герцаївський статистичний відділ, начальник            |
| 13                                | Спатару Юлія Валеріївна       | 05.11.2010            | вища    | позапартійна           | приватний підприємець                                  |
| 14                                | Проскурі Віталій Драгомирович | 05.11.2010            | середня | позапартійний          | тимчасово не працює                                    |